# 中央台 (酒々井町)
中央台（ちゅうおうだい）は、千葉県印旛郡酒々井町の町丁。現行行政地名は中央台一丁目から中央台四丁目。郵便番号285-0922。

## 地理
北は上岩橋、東は酒々井、南は下台、西は酒々井、北西は中川に隣接している。

## 世帯数と人口
2017年（平成29年）11月1日現在の世帯数と人口は以下の通りである。
| 丁目         | 世帯数    | 人口    |
| ------------ | --------- | ------- |
| 中央台一丁目 | 425世帯   | 860人   |
| 中央台二丁目 | 490世帯   | 1,080人 |
| 中央台三丁目 | 442世帯   | 959人   |
| 中央台四丁目 | 189世帯   | 396人   |
| 計           | 1,546世帯 | 3,295人 |

## 小・中学校の学区
町立小・中学校に通う場合、学区は以下の通りとなる。
| 丁目         | 番地 | 小学校                 | 中学校                 |
| ------------ | ---- | ---------------------- | ---------------------- |
| 中央台一丁目 | 全域 | 酒々井町立酒々井小学校 | 酒々井町立酒々井中学校 |
| 中央台二丁目 | 全域 | 酒々井町立酒々井小学校 | 酒々井町立酒々井中学校 |
| 中央台三丁目 | 全域 | 酒々井町立酒々井小学校 | 酒々井町立酒々井中学校 |
| 中央台四丁目 | 全域 | 酒々井町立酒々井小学校 | 酒々井町立酒々井中学校 |

## 施設

### 一丁目
- 酒々井幼稚園
- 酒々井郵便局
- ひまわり公園

### 二丁目
- 酒々井中央台集会所
- 小鹿公園
- 上ケ作緑地

### 三丁目
- 酒々井町立図書館（プリミエール酒々井）

### 四丁目
- 酒々井町役場
- 酒々井町中央公民館
- 酒々井町保険センター
- 中央台公園

## 交通

### 鉄道
地内に鉄道は通っていない。酒々井にある成田線の酒々井駅が利用できる。

### バス
- ちばグリーンバス[5]
  - JR酒々井駅 ～ 学園台[6]
    - JR酒々井駅 - 中央台二丁目 - （酒々井）

  - 田町車庫前 ～ 酒々井町役場 ～ 京成酒々井駅【東口】[6]
  - 京成佐倉駅 ～ 酒々井町役場 ～ 京成酒々井駅【東口】[6]
    - （酒々井） - 酒々井町役場 - プリミエール酒々井 - 中央台 - 中央台二丁目 - （中川）

  - 京成酒々井駅【東口】 ～ JR酒々井駅 ～ 酒々井プレミアム・アウトレット[6]
    - （京成酒々井駅【東口】） - JR酒々井駅 - （酒々井プレミアム・アウトレット）

### 道路
- 国道
  - 国道51号